# Edgar Lohner
Edgar Lohner (* 26. November 1919 in Andernach; † 20. Dezember 1975 in Wiesbaden) war ein deutscher Literaturhistoriker und Hochschullehrer.

## Leben und Wirken
Edgar Lohner besuchte von 1930 bis 1939 das Beethoven-Gymnasium Bonn und legte dort 1939 seine Reifeprüfung ab. Da er sich bis dahin intensiv in der – seit 1933/34 illegalen – Bündischen Jugendbewegung betätigte, wurde er verhaftet und durch den Volksgerichtshof zu einer Zuchthausstrafe von fünf Jahren verurteilt. 1943 wurde er vorzeitig entlassen und einem Strafbataillon als Soldat zugewiesen. Bei seinem Kriegsdienst in Afrika geriet er bis 1946 in amerikanische Kriegsgefangenschaft. Nach seiner Entlassung studierte er Anglistik, Germanistik und Romanistik an der Universität Bonn und promovierte dort 1950 über William Faulkner. Im Jahre 1951 wechselte er in die USA und unterrichtete dort u. a. Germanistik und Vergleichende Literaturwissenschaft an verschiedenen Universitäten. 1961 erhielt er einen Lehrstuhl an der Stanford University. 1973 kehrte er nach Deutschland zurück und übernahm eine Professur an der Universität Mainz, die er wegen seines frühen Todes nur kurze Zeit ausüben konnte.
In seinen Veröffentlichungen beschäftigte sich Edgar Lohner mit Gottfried Benn und der expressionistischen Lyrik, aber auch mit Goethe und Schiller sowie der amerikanischen Literatur.
Edgar Lohner ist der Vater des Filmkomponisten Henning Lohner.

## Veröffentlichungen (Auswahl)
- Gottfried Benn - Bibliographie 1912–1956. Limes-Verlag, Wiesbaden 1958 (neu bearb. u. ergänzt von Timm Zenner, Cicero-Presse, Morsum/Sylt 1985, ISBN 3-89120-002-1).

- Passion und Intellekt. Die Lyrik Gottfried Benns. Luchterhand, Neuwied 1961 (überarb. u. erw. Aufl. Fischer-Taschenbuch-Verlag, Frankfurt am Main 1986, ISBN 3-596-26495-2).
- Schillers Begriff des Scheins und die moderne Lyrik. In: Deutsche Beiträge zur geistigen Überlieferung, Bd. 4 (1961), S. 131–181.
- (Hrsg.): August Wilhelm Schlegel / Kritische Schriften und Briefe. Sieben Bände. Kohlhammer, Stuttgart 1962–1974.
- Schiller und die moderne Lyrik (= Schriften zur Literatur. Bd. 4). Sachse & Pohl, Göttingen 1964.
- (Mitübers.): Northrop Frye / Analyse der Literaturkritik. Kohlhammer, Stuttgart 1964.
- (Hrsg.): Gottfried Benn (= Dichter über ihre Dichtungen. Bd. 5). Heimeran, München 1971.
- (Hrsg.): Studien zum West-östlichen Divan Goethes (= Wege der Forschung. Bd. 287). Wissenschaftliche Buchgesellschaft, Darmstadt 1971, ISBN 3-534-04983-7.
- (Übers., mit Marlene Lohner): René Wellek / Theorie der Literatur. Athenäum-Fischer-Taschenbuch-Verlag, Frankfurt am Main 1972, ISBN 3-8072-2005-4.
- (Hrsg.): Briefe. Ludwig Tieck und die Brüder Schlegel. Winkler, München 1972, ISBN 3-538-07603-7.
- (Hrsg.): Interpretationen zum west-östlichen Divan Goethes (= Wege der Forschung. Bd. 288). Wissenschaftliche Buchgesellschaft, Bd. 1973, ISBN 3-534-04984-5.
- (Mithrsg.): Der amerikanische Roman im 19. und 20. Jahrhundert. Interpretationen. Erich Schmidt Verlag, Berlin 1974, ISBN 3-503-00515-3.
- mit Rudolf Haas (Hrsg.): Theater und Drama in Amerika. Aspekte und Interpretationen. Erich Schmidt Verlag, Berlin 1978, ISBN 3-503-01258-3.

Gedenkschrift
- Martha Woodmansee (Hrsg.): Erkennen und deuten. Essays zur Literatur und Literaturtheorie. Edgar Lohner in memoriam. Erich Schmidt Verlag, Berlin 1983, ISBN 3-503-01685-6.